# Agaclito
Agaclito (in greco antico: Ἀγάκλυτος?, Agáklytos; ... – ...) è stato uno storico greco antico.

## Biografia
Della vita di Agaclito non si sa nulla e non è possibile collocarla cronologicamente.
L'unica notizia che si possiede in merito ad Agaclito proviene dalla Suda e dal lessico del patriarca Fozio, in cui si legge alla voce Κυψελίδων un rimando alla sua opera: Ἀγάκλυτος ἐν τᾖ π' Ὀλυμπιάδι φησὶν οὕτως ("Agaclito nell'ottantesima Olimpiade dice così").

## Opera
William Smith interpretava questa notizia come se Agaclito avesse composto un'opera relativa ad Olimpia ("the author of a work about Olympia"); secondo l'interpretazione di Gerhard Johann Voss, invece, "Agaclytus Olympiadas consignavit" ("compose delle Olimpiadi"), cioè si potrebbe supporre che Agaclito sia stato l'autore di un'opera cronografica basata sul computo delle Olimpiadi, un sistema che avrebbe poi avuto il suo massimo esponente in Eusebio di Cesarea.

## Edizioni
- (DE, GRC) Felix Jacoby, 411, in Die Fragmente der griechischen Historiker, Berlino, Weidmann, 1923-1958.